# Lobelia cymbalarioides
Lobelia cymbalarioides är en klockväxtart som beskrevs av Adolf Engler. Lobelia cymbalarioides ingår i släktet lobelior, och familjen klockväxter. Inga underarter finns listade i Catalogue of Life.